# Cervantes (Costa Rica)
Cervantes es un distrito del cantón de Alvarado, en la provincia de Cartago, de Costa Rica.
Es uno de los siete Concejos Municipales de Distrito existentes en Costa Rica.

## Toponimia
Probablemente su nombre deriva de uno de los primeros en llegar, el español Juan de Cervantes, que en tiempos de colonia poseyó tierras en ese lugar.

## Historia
Fue fundada alrededor de 1835. Las tierras pasaron a manos de María Finohosa, también española, quien vendió parte de ellas a los indígenas provenientes de Talamanca en dos reales la manzana para que parcelaran y sembraran café y caña de azúcar.

## Geografía
Cervantes cuenta con un área de 15,18 km² y una altitud media de 1441 m s. n. m.

## Demografía
Para el año 2022, Cervantes cuenta con una población estimada de 8273 habitantes, y para el último censo efectuado, en 2011, Cervantes contaba con una población de 6230 habitantes.
Cervantes es posiblemente la población más antigua de Alvarado.

## Localidades
- Barrios: Bajo Malanga
- Poblados: Aguas (parte), Bajo Solano, Ciudad del Cielo, Descanso, El Alto, Mata de Guineo, Monticel.

## Transporte

### Carreteras
Al distrito lo atraviesan las siguientes rutas nacionales de carretera:
- Ruta nacional 10
- Ruta nacional 230
- Ruta nacional 403
- Ruta nacional 404